# Operação Shtorm-333
A Operação Shtorm-333 (em russo:  Шторм-333, transl. Štorm-333, em português:  Tempestade-333) foi o codinome de uma operação militar lançada em 27 de dezembro de 1979, também conhecida como o Assalto ao Palácio Tajbeg. Nessa operação, comandos Spetsnaz GRU e KGB invadiram o altamente fortificado Palácio Tajbeg em Cabul, no Afeganistão, e subsequentemente assassinar o líder afegão Hafizullah Amin, um Khalqista do Partido Democrático do Povo do Afeganistão (PDPA) que assumiu o poder na Revolução de Saur de abril de 1978. Os soviéticos então colocaram Babrak Karmal no poder.
A operação militar soviética marcou o início do que mais tarde se tornaria conhecido como a Guerra Soviética-Afegã. Vários prédios locais governamentais foram tomados além do palácio presidencial, incluindo o edifício do Ministério do Interior, da Segurança Interna (KHAD) e do Comando das Forças Armadas (Palácio de Darul Aman). O Batalhão Muçulmano, formado por Spetsnaz de aparência afegã, foi usado para abrir caminho às demais unidades e se aproximar de Amin. Veteranos do Grupo Alpha afirmaram que esta operação foi a mais bem-sucedida na história de sua organização.

## Resumo
O assassinato de Amin foi parte de um plano soviético maior para proteger e assumir o controle do Afeganistão com o apoio da facção Parcham do PDPA, que se opôs à ideologia linha-dura adotada pela facção rival Khalq; várias tropas soviéticas cruzaram o rio Amu Darya e entraram no Afeganistão por terra, enquanto outras voaram para bases aéreas em todo o país com exilados Parchamis em preparação para o assassinato.
O Palácio Tajbeg, localizado em uma colina alta e íngreme em Cabul, era cercado por minas terrestres e guardado por contingentes extraordinariamente grandes do Exército Nacional Afegão. No entanto, as forças afegãs sofreram grandes perdas durante a operação soviética; 30 guardas do palácio afegão e mais de 300 guardas do exército foram mortos, enquanto outros 150 foram capturados. Dois dos filhos de Amin, um de 11 anos e outro de 9 anos, morreram devido a ferimentos causados por estilhaços durante os confrontos. Após a operação, um total de 1.700 soldados afegãos que se renderam às forças soviéticas foram feitos prisioneiros, e os soviéticos nomearam Babrak Karmal, líder da facção Parcham do PDPA, como sucessor de Amin.
Documentos divulgados após a dissolução da União Soviética na década de 1990 revelaram que a liderança soviética acreditava que Amin tinha contatos secretos dentro da embaixada americana em Cabul e "era capaz de chegar a um acordo com os Estados Unidos"; no entanto, as alegações de Amin estar em conluio com os americanos foram amplamente desacreditadas, com os arquivos soviéticos revelando que a história de Amin como agente da CIA foi plantada pela KGB.

## Antecedentes
A República Democrática do Afeganistão foi inicialmente liderada por Nur Muhammad Taraki, que era pró-União Soviética, o que resultou em relações cordiais afegão-soviéticas. Em setembro de 1979, Taraki foi deposto por Hafizullah Amin, devido a conflitos intrapartidários. Após este evento e a morte suspeita de Taraki (um aparente assassinato por ordem de Amin), as relações afegão-soviéticas começaram a se deteriorar; em dezembro, a liderança soviética havia estabelecido uma aliança com Babrak Karmal. A União Soviética declarou seu plano de intervir no Afeganistão em 12 de dezembro de 1979, e a liderança soviética iniciou a Operação Shtorm-333 (a primeira fase da intervenção) em 27 de dezembro de 1979.

## O ataque
A operação foi lançada após a paciência dos soviéticos com o regime de Hafizullah Amin ter acabado. Moscou o julgava incapaz de combater a insurgência mujahidin no Afeganistão. Havia também dúvidas sobre a lealdade do presidente. A tomada de poder foi então planejada e seria levado a cabo por forças especiais altamente treinadas da KGB e dos Spetsnaz. Em 24 de dezembro de 1979, tropas soviéticas começaram a se preparar para invadir o território afegão pelo norte.
A investida contra o Palácio de Tajbeg, onde Amin havia se refugiado, começou na manhã do dia 27 de dezembro de 1979. No começo do ataque, Amin acreditava que a União Soviética estava do seu lado e até teria dito a um ajudante que "os soviéticos nos ajudarão". Quando o seu ajudante falou que na verdade eram os russos que estavam atacando, ele então respondeu que isso era mentira. Porém quando ele tentou contactar o Comando do Exército e não conseguiu, ele compreendeu o que estava acontecendo.
Há vários relatos de como o presidente Amin morreu, mas os detalhes nunca foram revelados. Hafizullah pode ou ter sido morto como alvo direto da arma de um soldado soviético ou foi pego no fogo cruzado. O filho do presidente foi ferido no tiroteio e acabou morrendo logo depois. Sua filha também se feriu mas sobreviveu. Ao menos outros 200 afegãos, a maioria guarda-costas e soldados, também morreram. A luta, que durou pouquíssimas horas, deixou o palácio presidencial em ruínas, com diversos focos de incêndio. Estima-se que pelo menos 20 militares soviéticos (incluindo um oficial) também foram mortos. A União Soviética então colocou Babrak Karmal no poder, um homem mais manipulável e mais leal aos interesses de Moscou no país.